# Listă de filme de televiziune științifico-fantastice
Aceasta este o listă de filme de televiziune științifico-fantastice:

## Anii 1950–Anii 1960
| An   | Titlu                        | Regizor             | Actori                                      | Țara                       | Note           |
| ---- | ---------------------------- | ------------------- | ------------------------------------------- | -------------------------- | -------------- |
| 1959 | Murder and the Android       | Alex Segal          | Kevin McCarthy, Rip Torn, Suzanne Pleshette | Statele Unite ale Americii |                |
| 1964 | Invaders from Space          | Teruo Ishii         | Ken Utsui                                   | Japonia                    |                |
| 1966 | Zontar, The Thing from Venus | Larry Buchanan      | John Agar, Susan Bjurman                    | Statele Unite ale Americii |                |
| 1968 | Hour of the Scorpion         | Horst Zaeske        | Eva Maria Hagen, Gunter Schoß, Otto Mellies | Germania de Est            | [ §1 1 ] [ 1 ] |
| 1968 | Shadow on the Land           | Richard C. Sarafian | Jackie Cooper, John Forsythe, Gene Hackman  | Statele Unite ale Americii | [ 2 ]          |

Note
1. ↑  
German title: Stunde des Skorpions. TV movie in three episodes. Based on the novel of the same name (1963) by Günther Krupkat.

## Anii 1970
| An   | Titlu                                                          | Regizor                          | Actori                                                         | Țara                                                  | Note            |
| ---- | -------------------------------------------------------------- | -------------------------------- | -------------------------------------------------------------- | ----------------------------------------------------- | --------------- |
| 1970 | The Delegation                                                 | Rainer Erler                     | Walter Kohut                                                   | Germania de Vest · Franța · Italia                    | [ §2 1 ] [ 3 ]  |
| 1970 | Hauser's Memory                                                | Boris Sagal                      | David McCallum, Susan Strasberg, Helmut Käutner                | Statele Unite ale Americii                            | [ 4 ]           |
| 1970 | The Love War                                                   | George McCowan                   | Lloyd Bridges, Angie Dickinson, Harry Basch                    | Statele Unite ale Americii                            | [ 5 ]           |
| 1970 | Night Slaves                                                   | Ted Post                         | James Franciscus, Lee Grant, Scott Marlowe                     | Statele Unite ale Americii                            | [ 6 ]           |
| 1971 | City Beneath the Sea                                           | Irwin Allen                      | Robert Wagner, Richard Basehart, James Darren                  | Statele Unite ale Americii                            | [ 7 ]           |
| 1971 | Don't Turn Around - the Golem is Around! Or the Age of Leisure | Peter Beauvais                   | Martin Benrath, Hannelore Elsner, Katrin Schaake, Francesca Tu | Germania de Vest                                      | [ §2 2 ] [ 8 ]  |
| 1971 | Earth II                                                       | Tom Gries                        | Gary Lockwood, Anthony Franciosa, Scott Hylands                | Statele Unite ale Americii                            | [ 9 ]           |
| 1971 | The Last Child                                                 | John Llewellyn Moxey             | Michael Cole, Janet Margolin, Van Heflin                       | Statele Unite ale Americii                            | [ 10 ]          |
| 1972 | The People                                                     | John Korty                       | Kim Darby, William Shatner, Diane Varsi                        | Statele Unite ale Americii                            | [ 11 ]          |
| 1973 | Frankenstein: The True Story                                   | Jack Smight                      | James Mason, Leonard Whiting, Michael Sarrazin                 | Regatul Unit al Marii Britanii și al Irlandei de Nord | [ 12 ]          |
| 1973 | Genesis II                                                     | John Llewellyn Moxey             | Alex Cord, Mariette Hartley, Lynn Marta                        | Statele Unite ale Americii                            | [ 13 ]          |
| 1973 | The Stranger                                                   | Lee H. Katzin                    | Glenn Corbett, Tim O'Connor, Sharon Acker                      | Statele Unite ale Americii                            | [ 14 ]          |
| 1973 | World on a Wire                                                | Rainer Werner Fassbinder         | Klaus Löwitsch, Barbara Valentin, Mascha Rabben                | Germania de Vest                                      | [ §2 3 ] [ 15 ] |
| 1974 | Planet Earth                                                   | Marc Daniels                     | John Saxon, Janet Margolin, Ted Cassidy                        | Statele Unite ale Americii                            | [ 16 ]          |
| 1974 | The Questor Tapes                                              | Richard A. Colla                 | Robert Foxworth, Mike Farrell, John Vernon                     | Statele Unite ale Americii                            | [ 17 ]          |
| 1974 | Where Have All The People Gone?                                | John Llewellyn Moxey             | Peter Graves, Verna Bloom, George O'Hanlon, Jr.                | Statele Unite ale Americii                            | [ 18 ]          |
| 1975 | Stowaway to the Moon                                           | Andrew V. McLaglen               | Lloyd Bridges, Jeremy Slate, Jim McMullan                      | Statele Unite ale Americii                            |                 |
| 1975 | Strange New World                                              | Robert Butler                    | John Saxon, Kathleen Miller, Keene Curtis                      | Statele Unite ale Americii                            | [ 19 ] [ 20 ]   |
| 1977 | Exo-man                                                        | Richard Irvin                    | David Ackroyd, Anne Schedeen, A. Martinez                      | Statele Unite ale Americii                            | [ 21 ]          |
| 1977 | The Incredible Hulk                                            | Kenneth Johnson                  | Bill Bixby, Lou Ferrigno, Lara Parker                          | Statele Unite ale Americii                            | [ 22 ]          |
| 1977 | The Last Dinosaur                                              | Alex Grasshoff, Tsugunobu Kotani | Richard Boone, Joan Van Ark, Luther Rackley                    | Statele Unite ale Americii · Japonia                  | [ 23 ]          |
| 1977 | The Man with the Power                                         | Nicholas Sgarro                  | Bob Neill, Tim O'Connor, Vic Morrow                            | Statele Unite ale Americii                            | [ 24 ]          |
| 1977 | Operation Ganymede                                             | Rainer Erler                     | Horst Frank, Dieter Laser, Jürgen Prochnow                     | Germania de Vest                                      | [ §2 4 ]        |
| 1978 | A Fire in the Sky                                              | Jerry Jameson                    | Richard Crenna, Elizabeth Ashley, Merlin Olsen                 | Statele Unite ale Americii                            | [ 25 ]          |
| 1978 | The Clone Master                                               | Don Medford                      | Art Hindle, Robyn Douglass, John Van Dreelan                   | Statele Unite ale Americii                            | [ 26 ]          |
| 1978 | The Star Wars Holiday Special                                  | Steve Binder                     | Mark Hamill, Harrison Ford, Carrie Fisher                      | Statele Unite ale Americii                            |                 |
| 1978 | The Time Machine                                               | Alexander Singer                 | Sam Groom, Tom Hallick, Richard Basehart                       | Statele Unite ale Americii                            | [ 27 ]          |
| 1979 | Darker Side of Terror                                          | Gus Trikonis                     | Robert Forster, Adrienne Barbeau, Ray Milland                  | Statele Unite ale Americii                            | [ 28 ]          |
| 1979 | Yamato: The New Voyage                                         | Leiji Matsumoto                  | Kei Tomiyama, Yôko Asagami, Shūsei Nakamura                    | Japonia                                               | Anime film      |

Note
1. ↑  German title: Die Delegation.
2. ↑  German title: Dreht Euch nicht um - Der Golem geht rum! oder Das Zeitalter der Muße. TV movie in two episodes.
3. ↑  German title: Welt am Draht. TV movie in two episodes. Based on the novel Simulacron-3 by Daniel F. Galouye.
4. ↑  German title: Operation Ganymed.

## Anii 1980
| An   | Titlu                                                            | Regizor                      | Actori                                                         | Țara                                                  | Note   |
| ---- | ---------------------------------------------------------------- | ---------------------------- | -------------------------------------------------------------- | ----------------------------------------------------- | ------ |
| 1980 | Brave New World                                                  | Brian Brinckerhoff           | Julie Cobb, Bud Cort, Keir Dullea                              | Statele Unite ale Americii                            | [ 29 ] |
| 1980 | The Henderson Monster                                            | Waris Hussein                | Stephen Collins, Larry Gates, Christine Lahti                  | Statele Unite ale Americii                            | [ 30 ] |
| 1980 | The Lathe of Heaven                                              | David Loxton, Fred Barzyk    | Bruce Davison, Kevin Conway, Margaret Avery                    | Statele Unite ale Americii                            | [ 31 ] |
| 1980 | The Girl, the Gold Watch & Everything                            | William Wiard                | Robert Hays, Pam Dawber, Zhora Lampert                         | Statele Unite ale Americii                            | [ 32 ] |
| 1980 | The Martian Chronicles                                           | Michael Anderson             | Rock Hudson, Gayle Hunnicutt, Bernie Casey                     | Statele Unite ale Americii                            | [ 33 ] |
| 1982 | Computercide                                                     | Robert Michael Lewis         | Joe Cortese, Tom Clancy, Susan George                          | Statele Unite ale Americii                            | [ 34 ] |
| 1982 | The Mysterious Two                                               | Gary Sherman                 | John Forsythe, Priscilla Pointer, Noah Beery Jr.               | Statele Unite ale Americii                            | [ 35 ] |
| 1983 | The Day After                                                    | Nicholas Meyer               | Jason Robards, JoBeth Williams, Steve Guttenberg, John Lithgow | Statele Unite ale Americii                            |        |
| 1983 | The Invisible Woman                                              | Alan J. Levi                 | Bob Denver, Alexa Hamilton, Jonathan Banks                     | Statele Unite ale Americii                            | [ 36 ] |
| 1983 | Prisoners of the Lost Universe                                   | Terry Marcel                 | Richard Hatch, Kay Lenz, John Saxon                            | Regatul Unit al Marii Britanii și al Irlandei de Nord | [ 37 ] |
| 1983 | Prototype                                                        | David Greene                 | David Morse, Christopher Plummer                               | Statele Unite ale Americii                            | [ 38 ] |
| 1983 | Overdrawn at the Memory Bank                                     | Douglas Williams             | Raul Julia, Linda Griffiths                                    | Statele Unite ale Americii                            |        |
| 1983 | Starflight: The Plane That Couldn't Land                         | Jerry Jameson                | Lee Majors, Hal Linden, Lauren Hutton                          | Statele Unite ale Americii                            |        |
| 1983 | V                                                                | Kenneth Johnson              | Marc Singer, Faye Grant, Jane Badler                           | Statele Unite ale Americii                            | [ 39 ] |
| 1983 | V: The Final Battle                                              | Richard T. Heffron           | Marc Singer, Faye Grant, Jane Badler                           | Statele Unite ale Americii                            | [ 40 ] |
| 1984 | 984: Prisoner of the Future                                      | Tibor Takács                 | Stephen Markle                                                 | Canada                                                | [ 41 ] |
| 1984 | Caravan of Courage: An Ewok Adventure                            | John Korty                   | Aubree Miller, Warwick Davis                                   | Statele Unite ale Americii                            |        |
| 1985 | 20 Minutes into the Future                                       | Rocky Morton, Annabel Jankel | Matt Frewer, Nickolas Grace, Amanda Pays                       | Regatul Unit al Marii Britanii și al Irlandei de Nord |        |
| 1985 | The Blue Yonder                                                  | Mark Rosman                  | Max Knickerbocker, Jonathan Knicks, Art Carney                 | Statele Unite ale Americii                            | [ 42 ] |
| 1985 | Ewoks: The Battle for Endor                                      | Jim Wheat, Ken Wheat         | Aubree Miller, Wilford Brimley                                 | Statele Unite ale Americii                            |        |
| 1985 | J.O.E. and the Colonel                                           | Ronald Satlof                | Gary Kasper, William Lucking, Terence Knox                     | Statele Unite ale Americii                            | [ 43 ] |
| 1985 | Murder in Space                                                  | Steven Hilliard Stern        | Wilford Brimley, Martin Balsam, Arthur Hill                    | Statele Unite ale Americii                            | [ 44 ] |
| 1985 | Starcrossed                                                      | Jeffrey Bloom                | James Spader, Belinda Bauer, Peter Kowanko                     | Statele Unite ale Americii                            | [ 45 ] |
| 1985 | Survival Earth                                                   | Peter McCubbin               | Nancy Cser, Jeff Holec, Craig Williams                         | Canada                                                | [ 46 ] |
| 1986 | Annihilator                                                      | Michael Chapman              | Mark Lindsay Chapman, Susan Blakely, Lisa Blount               | Statele Unite ale Americii                            | [ 47 ] |
| 1986 | Condor                                                           | Virgil W. Vogel              | Ray Wise, Wendy Kilbourne, Vic Polizos                         | Statele Unite ale Americii                            | [ 48 ] |
| 1987 | Not Quite Human                                                  | Steven Hilliard Stern        | Alan Thicke, Jay Underwood, Kristy Swanson                     | Statele Unite ale Americii                            | [ 49 ] |
| 1987 | The Man Who Fell to Earth                                        | Bobby Roth                   | Lewis Smith, James Laurenson, Robert Picardo                   | Statele Unite ale Americii                            | [ 50 ] |
| 1987 | Timestalkers                                                     | Michael Schultz              | William Devane, Lauren Hutton, John Ratzenberger               | Statele Unite ale Americii                            | [ 51 ] |
| 1988 | Mars: Base One                                                   | Jim Drake                    | Jonathan Brandis, Marty Pollio, Christy Taylor                 | Statele Unite ale Americii                            | [ 52 ] |
| 1988 | Out of Time                                                      | Robert Butler                | Bruce Abbott, Adam Ant, Bill Maher                             | Statele Unite ale Americii                            | [ 53 ] |
| 1988 | Something Is Out There                                           | Richard A. Colla             | Maryam d'Abo, Joseph Cortese, Kim Delaney                      | Statele Unite ale Americii                            | [ 54 ] |
| 1989 | Bionic Showdown: The Six Million Dollar Man and the Bionic Woman | Alan J. Levi                 | Lee Majors, Lindsay Wagner, Richard Anderson                   | Statele Unite ale Americii                            | [ 55 ] |
| 1989 | Not Quite Human II                                               | Eric Luke                    | Alan Thicke, Jay Underwood, Robyn Lively                       | Statele Unite ale Americii                            | [ 56 ] |

## Anii 1990
| An     | Titlu                                      | Regizor                       | Actori                                                       | Țara                                                                               | Note          |
| ------ | ------------------------------------------ | ----------------------------- | ------------------------------------------------------------ | ---------------------------------------------------------------------------------- | ------------- |
| 1990   | Megaville                                  | Peter Lehner                  | Billy Zane, J.C. Quinn                                       | Statele Unite ale Americii                                                         |               |
| 1990   | Running Against Time                       | Bruce Seth Green              | Robert Hays, Catherine Hicks, Sam Wanamaker                  | Statele Unite ale Americii                                                         | [ 57 ] [ 58 ] |
| 1991   | City Cat                                   |                               | Danielle Peyich, Branislav Kerac                             | Serbia                                                                             |               |
| 1991   | Frankenstein: The College Years            | Tom Shadyac                   | William Ragsdale, Christopher Daniel Barnes, Vincent Hammond | Statele Unite ale Americii                                                         | [ 59 ]        |
| 1991   | Knight Rider 2000                          | Alan J. Levi                  | David Hasselhoff, William Daniels, Edward Mulhare            | Statele Unite ale Americii                                                         | [ 60 ]        |
| 1991   | Plymouth                                   | Lee David Zlotoff             | Robin Frates, Joseph Gordon-Levitt, Richard Hamilton         | Statele Unite ale Americii                                                         | [ 61 ]        |
| 1991   | Not of This World                          | Jon Hess                      | Lisa Hartman, Pat Hingle                                     | Statele Unite ale Americii                                                         | [ 62 ]        |
| 1992   | Danger Island                              | Tommy Lee Wallace             | Lisa Banes, Richard Beymer, Maria Celedonio                  | Statele Unite ale Americii                                                         | [ 63 ]        |
| 1992   | Disasters in Time                          | David N. Twohy                | Jeff Daniels, Ariana Richards, Marily Lightstone             | Statele Unite ale Americii                                                         | [ 64 ]        |
| 1992   | Duplicates                                 | Sandor Stern                  | Gregory Harrison, Kim Greist, Cicely Tyson                   | Statele Unite ale Americii                                                         | [ 65 ]        |
| 1992–4 | Running Delilah                            | Richard Franklin              | Kim Cattrall, Billy Zane, François Guétary, Diana Rigg       | Statele Unite ale Americii                                                         | [ 66 ]        |
| 1992   | Still Not Quite Human                      | Eric Luke                     | Alan Thicke, Jay Underwood, Rosa Nevin                       | Statele Unite ale Americii                                                         | [ 67 ]        |
| 1993   | 12:01                                      | Jack Sholder                  | Jonathan Silverman, Helen Slater, Martin Landau              | Statele Unite ale Americii                                                         | [ 68 ]        |
| 1993   | 1994 Baker Street: Sherlock Holmes Returns | Kenneth Johnson               | Anthony Higgins, Debrah Farentino, Ken Pogue                 | Statele Unite ale Americii                                                         | [ 69 ]        |
| 1993   | Babylon 5: The Gathering                   | Richard Compton               | Michael O'Hare, Tamlyn Tomita, Jerry Doyle                   | Statele Unite ale Americii                                                         |               |
| 1993   | Daybreak                                   | Stephen Tolkin                | Cuba Gooding, Jr., Moira Kelly, Martha Plimpton, Omar Epps   | Statele Unite ale Americii                                                         | [ 70 ]        |
| 1993   | Frankenstein                               | David Wickes                  | Patrick Bergin, Randy Quaid, John Mills                      | Statele Unite ale Americii                                                         | [ 71 ]        |
| 1993   | Journey to the Center of the Earth         | William Dear                  | David Dundara, Farrah Forke, Kim Miyori                      | Statele Unite ale Americii                                                         | [ 72 ]        |
| 1993   | Lifepod                                    | Ron Silver                    | Robert Loggia, Jessica Tuck, Adam Storke                     | Statele Unite ale Americii                                                         | [ 73 ]        |
| 1993   | Official Denial                            | Brian Trenchard-Smith         | Erin Gray, Parker Stevenson                                  | Statele Unite ale Americii                                                         | [ 74 ]        |
| 1993   | The Tommyknockers                          | John Power                    | Jimmy Smits, Marg Helgenberger                               | Statele Unite ale Americii                                                         | Miniseries    |
| 1993   | Wild Palms                                 | Peter Hewitt, Keith Gordon    | James Belushi, Dana Delany, Robert Loggia                    | Statele Unite ale Americii                                                         | [ 75 ]        |
| 1993   | The Fire Next Time                         | Tom McLoughlin                | Craig T. Nelson, Bonnie Bedelia, Ashley Jones                | Statele Unite ale Americii                                                         | [ 76 ]        |
| 1994   | Alien Nation: Dark Horizon                 | Kenneth Johnson               | Gary Graham, Eric Pierpoint, Buck Francisco                  | Statele Unite ale Americii                                                         | [ 77 ]        |
| 1994   | Bionic Ever After?                         | Steven Stafford               | Lee Majors, Lindsay Wagner, Richard Anderson                 | Statele Unite ale Americii                                                         | [ 55 ]        |
| 1994   | The Companion                              | Gary Fleder                   | Kathryn Harrold, Bruce Greenwood, Talia Balsam               | Statele Unite ale Americii                                                         | [ 78 ]        |
| 1994   | Island City                                | Jorge Montesi                 | Kevin Conroy, Brenda Strong, Eric McCormack                  | Statele Unite ale Americii                                                         | [ 79 ]        |
| 1994   | Knight Rider 2010                          | Sam Pillsbury                 | Richard Joseph Paul, Hudson Leick, Brion James               | Statele Unite ale Americii                                                         | [ 80 ]        |
| 1994   | The Lifeforce Experiment                   | Piers Haggard                 | Donald Sutherland, Mimi Kuzyk                                | Canada                                                                             | [ 81 ]        |
| 1994   | New Eden                                   | Alan Metzger                  | Stephen Baldwin                                              | Statele Unite ale Americii                                                         | [ 82 ] [ 83 ] |
| 1994   | TekWar: TekLords                           | George Bloomfield             | Jake Cardigan, Sid Gomez, Beth Kittridge                     | Canada                                                                             |               |
| 1995   | Alien Nation: Body and Soul                | Kenneth Johnson               | Gary Graham, Eric Pierpoint, Buck Francisco                  | Statele Unite ale Americii                                                         | [ 84 ]        |
| 1995   | The Android Affair                         | Richard Kletter               | Harley Jane Kozak, Griffin Dunne, Ossie Davis                | Statele Unite ale Americii                                                         | [ 85 ]        |
| 1995   | Harrison Bergeron                          | Bruce Pittman                 | Sean Astin, Christopher Plummer                              | Statele Unite ale Americii                                                         |               |
| 1995   | It Came From Outer Space II                | Roger Duchowny                | Brian Kerwin, Elizabeth Peña, Jonathan Carrasco              | Statele Unite ale Americii                                                         | [ 86 ]        |
| 1995   | The Langoliers                             | Tom Holland                   | Patricia Wettig, Dean Stockwell, David Morse, Kate Maberly   | Statele Unite ale Americii                                                         | Miniseries    |
| 1995   | Not of This Earth                          | Terence H. Winkless           | Michael York, Mason Adams, Parker Stevenson                  | Statele Unite ale Americii                                                         | [ 87 ]        |
| 1995   | Suspect Device                             | Rick Jacobson                 | C. Thomas Howell, Stacey Travis, Jed Allan                   | Statele Unite ale Americii                                                         | [ 88 ]        |
| 1995   | The Wasp Woman                             | Jim Wynorski                  | Jennifer Rubin, Doug Wert, Maria Ford                        | Statele Unite ale Americii                                                         | [ 89 ]        |
| 1996   | Alien Nation: The Enemy Within             | Kenneth Johnson               | Gary Graham, Eric Pierpoint, Buck Francisco                  | Statele Unite ale Americii                                                         | [ 90 ]        |
| 1996   | Alien Nation: Millenium                    | Kenneth Johnson               | Gary Graham, Eric Pierpoint, Buck Francisco                  | Statele Unite ale Americii                                                         | [ 91 ]        |
| 1996   | Doctor Who                                 | Geoffrey Sax                  | Paul McGann, Daphne Ashbrook                                 | Regatul Unit al Marii Britanii și al Irlandei de Nord · Statele Unite ale Americii |               |
| 1996   | Project: ALF                               | Dick Lowry                    | Paul Fusco, Jensen Daggett, William O'Leary                  | Statele Unite ale Americii                                                         | [ 92 ]        |
| 1996   | Special Report: Journey to Mars            | Robert Mandel                 | Keith Carradine, Judge Reinhold, Alfre Woodard               | Statele Unite ale Americii                                                         | [ 93 ]        |
| 1996   | Star Command                               | Jim Johnston                  | Chad Everett, Morgan Fairchild, Jay Underwood                | Statele Unite ale Americii · Germania                                              | [ 94 ]        |
| 1996   | Them                                       | Bill L. Norton                | Scott Patterson, Clare Carey, Dustin Voight                  | Statele Unite ale Americii                                                         | [ 95 ]        |
| 1996   | Yesterday's Target                         | Barry Sampson                 | Daniel Baldwin, Stacey Haiduk, T. K. Carter                  | Statele Unite ale Americii                                                         | [ 96 ]        |
| 1997   | 20,000 Leagues Under the Sea               | Rod Hardy                     | Michael Caine, Patrick Dempsey, Mia Sara                     | Statele Unite ale Americii                                                         |               |
| 1997   | 20,000 Leagues Under the Sea               | Michael Anderson              | Richard Crenna, Julie Cox, Paul Gross                        | Statele Unite ale Americii                                                         |               |
| 1997   | Alien Nation: The Udara Legacy             | Kenneth Johnson               | Gary Graham, Eric Pierpoint, Buck Francisco                  | Statele Unite ale Americii                                                         | [ 91 ]        |
| 1997   | Cloned                                     | Douglas Barr                  | Elizabeth Perkins, Bradley Whitford, Alan Rosenberg          | Statele Unite ale Americii                                                         | [ 97 ]        |
| 1997   | Dead by Midnight                           | Jim McBride                   | Timothy Hutton, Suzy Amis, John Glover                       | Statele Unite ale Americii                                                         | [ 98 ]        |
| 1997   | Doom Runners                               | Brendan Maher                 | Lea Moreno, Tim Curry, Dean O'Gorman                         | Statele Unite ale Americii                                                         | [ 99 ]        |
| 1998   | Babylon 5: In the Beginning                | Mike Vejar                    | Bruce Boxleitner, Mira Furlan, Richard Biggs                 | Statele Unite ale Americii                                                         | [ 100 ]       |
| 1997   | Invasion                                   | Armand Mastroianni            | Luke Perry, Rebecca Gayheart, Kim Cattrall                   | Statele Unite ale Americii                                                         | [ 101 ]       |
| 1997   | Moonbase                                   | Paolo Mazzucato               | Scott Plank, Jocelyn Seagrave, Kurt Fuller                   | Statele Unite ale Americii                                                         | [ 102 ]       |
| 1997   | When Time Expires                          | David Bourla                  | Richard Grieco, Cynthia Geary, Mark Hamill                   | Statele Unite ale Americii                                                         | [ 103 ]       |
| 1998   | Babylon 5: The River of Souls              | Mike Vejar                    | Jerry Doyle, Tracy Soggins, Jeff Conaway                     | Statele Unite ale Americii                                                         | [ 104 ]       |
| 1998   | Babylon 5: Thirdspace                      | Mike Vejar                    | Bruce Boxleitner, Claudia Christian, Mira Firlan             | Statele Unite ale Americii                                                         | [ 105 ]       |
| 1998   | Brave New World                            | Leslie Libman, Larry Williams | Peter Gallagher, Leonard Nimoy, Tim Guinee                   | Statele Unite ale Americii                                                         |               |
| 1998   | Falling Fire                               | Daniel D'Or                   | Michael Paré, Heidi Von Palleske, Christian Vidosa           | Statele Unite ale Americii                                                         | [ 106 ]       |
| 1998   | Gargantua                                  | Bradford May                  | Adam Baldwin, Emile Hirsch, Julie Carmen                     | Statele Unite ale Americii                                                         | [ 107 ]       |
| 1998   | Tempting Fate                              | Peter Werner                  | Tate Donovan, Abraham Benrubi, Ming-Na Wen                   | Statele Unite ale Americii                                                         | [ 108 ]       |
| 1998   | Nightworld: 30 Years to Life               | Michael Tuchner               | Robert Hays, Hugh O'Connor, Christien Anholt                 | Canada · Statele Unite ale Americii                                                | [ 109 ]       |
| 1998   | Virtual Obsession                          | Mick Garris                   | Peter Gallagher, Bridgette Wilson, Mimi Rogers               | Statele Unite ale Americii                                                         | [ 110 ]       |
| 1998   | The Warlord: Battle for the Galaxy         | Joe Dante                     | John Corbett, Carolyn McCormick, John Pyper Ferguson         | Statele Unite ale Americii                                                         | [ 111 ]       |
| 1999   | Mr. Murder                                 | Dick Lowry                    | Stephen Baldwin, Julie Warner, Bill Smitrovich               | Statele Unite ale Americii                                                         |               |

## Anii 2000
| An   | Titlu                      | Regizor                | Actori                                              | Țara                                                  | Note                |
| ---- | -------------------------- | ---------------------- | --------------------------------------------------- | ----------------------------------------------------- | ------------------- |
| 2001 | How to Make a Monster      | George Huang           | Clea DuVall, Steven Culp, Tyler Mane                | Statele Unite ale Americii                            |                     |
| 2002 | Lost on Mars               | Eric Shook             | David Long, Gretchen Maxwell, Kelli Wilson          | Statele Unite ale Americii                            | [ 112 ]             |
| 2002 | Teenage Caveman            | Larry Clark            | Andrew Keegan, Tara Subkoff, Richard Hillman        | Statele Unite ale Americii                            | [ 113 ]             |
| 2002 | Voices of a Distant Star   | Makoto Shinkai         |                                                     | Japonia                                               | Anime               |
| 2003 | Beyond Re-Animator         | Brian Yuzna            | Jeffrey Combs, Tommy Dean Musset, Jason Barry       | Spania · Statele Unite ale Americii                   |                     |
| 2007 | 2nd Adam                   | Erik De La Torre Stahl | Elisa Gautier, John Paget, Robert Mason, Erik Stahl | Mexic                                                 | [ necesită citare ] |
| 2007 | Trust. Welfare             | Eicke Bettinga         | Florian Panzner, Inga Birkenfeld, Irm Hermann       | Germania                                              | [ 114 ]             |
| 2008 | The Day the Earth Stopped  | C. Thomas Howell       | C. Thomas Howell, Judd Nelson                       | Statele Unite ale Americii                            |                     |
| 2008 | Stargate: The Ark of Truth | Robert C. Cooper       | Ben Browder, Amanda Tapping, Michael Shanks         | Statele Unite ale Americii                            | Military            |
| 2008 | Stargate: Continuum        | Martin Wood            | Richard Dean Anderson, Ben Browder, Amanda Tapping  | Statele Unite ale Americii                            | Military            |
| 2009 | The Day of the Triffids    | Nick Copus             | Ewen Bremner, William Ilkley, Genevieve O'Reilly    | Regatul Unit al Marii Britanii și al Irlandei de Nord | [ 115 ]             |

## Anii 2010
| An   | Titlu                                      | Regizor                | Actori                                                                                 | Țara                                                           | Note               |
| ---- | ------------------------------------------ | ---------------------- | -------------------------------------------------------------------------------------- | -------------------------------------------------------------- | ------------------ |
| 2010 | Dark Metropolis                            | Stewart St. John       | Bailey Chase, Pamela Clay, Kristy Hulslander, Matt O'Toole, Arthur Roberts, Eric Woods | Statele Unite ale Americii                                     | Dystopian thriller |
| 2010 | Meteor Apocalypse                          | Micho Rutare           | Joe Lando, Cooper Harris, Claudia Christian                                            | Statele Unite ale Americii                                     | [ 116 ]            |
| 2010 | Opponent                                   | Colin Theys            | Kevin Shea, Angela Relucio, Ashley Bates                                               | Statele Unite ale Americii                                     | [ 117 ]            |
| 2011 | Ultramarines: The Movie                    | Martyn Pick            | Terence Stamp, Sean Pertwee, John Hurt, Donald Sumpter                                 | Regatul Unit al Marii Britanii și al Irlandei de Nord · Canada |                    |
| 2011 | Terra Nova                                 |                        |                                                                                        | Statele Unite ale Americii                                     |                    |
| 2014 | Die Gstettensaga: The Rise of Echsenfriedl | Johannes Grenzfurthner | Lukas Tagwerker, Sophia Grabner, Jeff Ricketts                                         | Austria                                                        |                    |